# Ron Baker
Ronald Delaine „Ron” Baker (ur. 30 marca 1993 w Hays) – amerykański koszykarz występujący na pozycjach rozgrywającego oraz rzucającego obrońcy, obecnie zawodnik CSKA Moskwa.
13 grudnia 2018 został zwolniony przez New York Knicks. 20 grudnia podpisał umowę do końca sezonu z Washington Wizards. 7 stycznia 2019, po rozegraniu czterech spotkań, został zwolniony.
1 sierpnia 2019 dołączył do rosyjskiego CSKA Moskwa.

## Osiągnięcia
Stan na 1 sierpnia 2019, na podstawie, o ile nie zaznaczono inaczej.
NCAA
- Uczestnik:
  - NCAA Final Four (2013)
  - rozgrywek Sweet Sixteen turnieju NCAA (2013, 2015)
  - rozgrywek rundy 32 turnieju NCAA (2013–2016)
- Mistrz:
  - turnieju konferencji Missouri Valley (MVC – 2014)
  - sezonu regularnego konferencji Missouri Valley (2014, 2015, 2016)
- MVP turnieju CBE Classic (2014)
- Zaliczony do:
  - I składu:
    - MVC (2014–2016)
    - defensywnego MVC (2016)
    - turnieju:
      - CBE Classic (2014)
      - Diamond Head Classic (2015)

  - składu Honorable Mention All-American (2015 przez Associated Press)
- Uczestnik meczu gwiazd NCAA – Reese's College All-Star Game (2016)

Reprezentacja
- Brązowy medalista igrzysk panamerykańskich (2015 – 16. miejsce)